# Convento de San Francisco (Moguer)
El convento de San Francisco se encuentra en Moguer, provincia de Huelva (España). Esta declarado Bien de Interés Cultural con la tipología de Conjunto Histórico de los Lugares Colombinos.

## El edificio y sus obras de arte
El edificio actual, tiene una superficie de 957 m² (1520 m² construidos), correspondientes al "Archivo Histórico Municipal y Biblioteca Iberoamericana" y el Claustro, que son de titularidad municipal, y 570 m² (717 m² construidos), correspondientes a la iglesia y sus dependencias, cuyo titular es el Obispado de Huelva.

### Características arquitectónicas
El templo, de estilo manierista, consta de una sola nave de cajón muy profunda cubierta con bóvedas de cañón con lunetos, coro alto muy alargado a los pies, y presbiterio plano sobre pedestal, cuya planta coincide con el cementerio de los frailes. La cúpula es ovalada y cuenta con un programa pictórico de hacia 1700. Ocupa su centro la escena de la estigmatización de San Francisco mientras que en las pechinas figuran medallones con pontífices de la orden franciscana: Alejandro IV, Nicolás V, Sixto IV y Sixto V. Los paramentos interiores estucados en blanco se quiebran a base de pilastras y cornisas de sencillo diseño. La nave se caracteriza por su desnudez: los retablos fueron trasladados a la parroquia después de 1936, a excepción del retablo mayor. Igual suerte corrieron otros objetos de arte, hoy expuestos en el monasterio de Santa Clara, sede del Museo Diocesano de Arte sacro. Varios sucesos coinciden en el tiempo con la desmembración y destrucción del patrimonio artístico del convento: el saqueo perpetrado por los franceses (1810); la exclaustración e inmediata desamortización eclesiástica (1836); el abandono secular del edificio; y, finalmente, la guerra civil de 1936.
Desde el exterior destaca la severidad de los muros de la iglesia con su sistema de contrafuertes, visibles en el grabado de Espinalt y García (1781). La espadaña (siglo XVII) y la portada principal de acceso a la iglesia (siglo XVI) nos remiten de nuevo al maestro Hernán Ruiz.

### Claustro

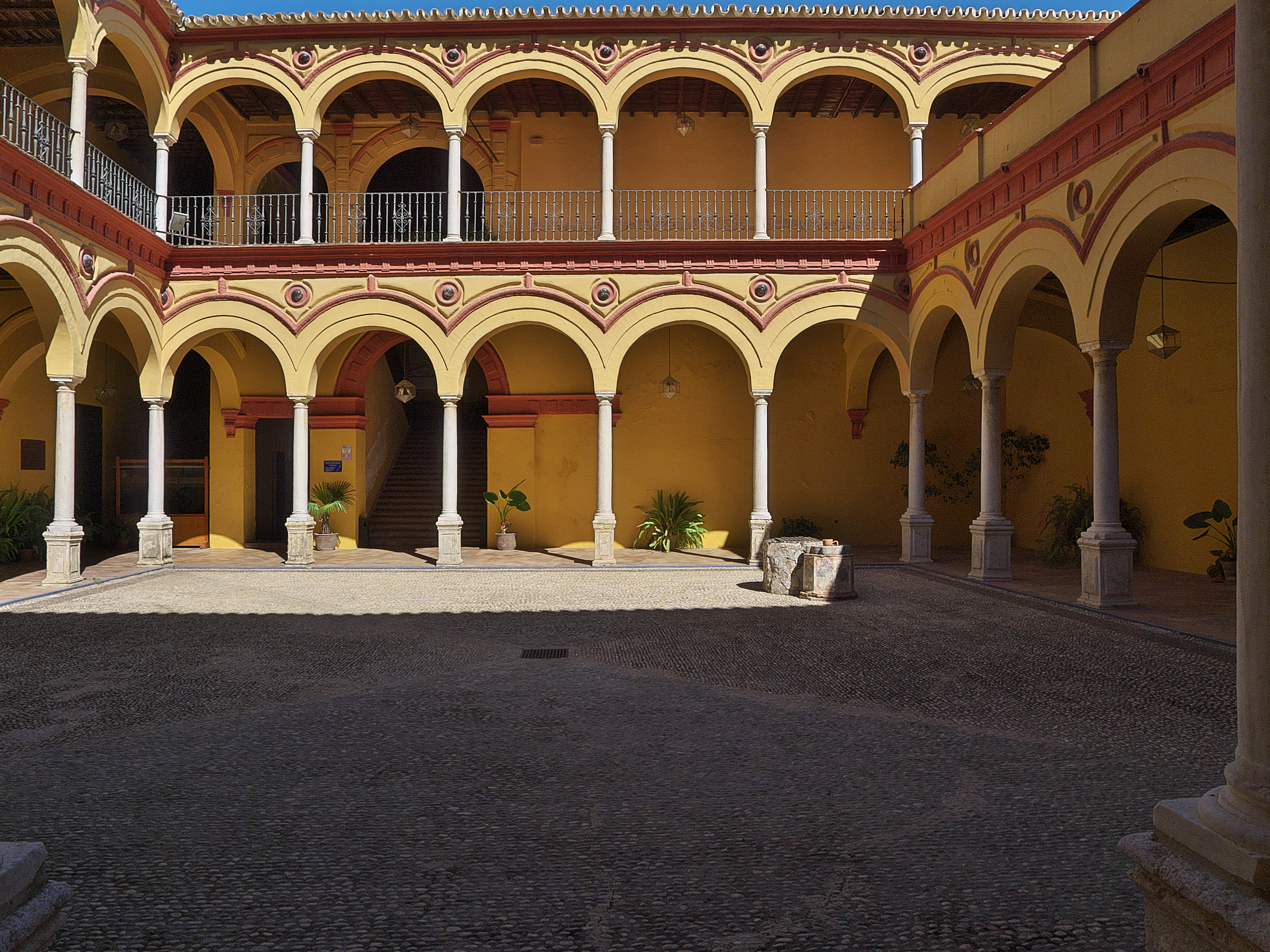
Claustro

El claustro es un espacio manierista del último cuarto del siglo XVI, de planta sensiblemente cuadrada y adosado al muro norte de la iglesia. Está formado por dos plantas de arquerías sobre columnas, salvo en su lado norte donde sólo tiene la arquería inferior. En el patio se conserva un aljibe con restos de estuco pintado. La escalera ha recuperado su grandiosidad después de las distintas restauraciones. Se accede a ella a través de un vano con arco de medio punto adovelado, mayor que los huecos adintelados que aparecen a ambos lados. Esta solución responde a la tipología de «serliana» cuyo modelo introduce Hernán Ruiz en el primer cuerpo de campanas de la Giralda de Sevilla. Los tres arcos sobre columnas remarcados por un almohadillado del piso superior potencian la espacialidad de la escalera. En el primer tramo se conserva un trozo de estuco (siglo XVI) con motivos geométricos. El claustro es propiedad del Ayuntamiento tras la Desamortización española.
La sede del Archivo Histórico Municipal y Biblioteca Iberoamericana se sitúa anexa al Claustro. El edificio, de nueva planta, fue inaugurado el 12 de octubre de 1994, obra de los arquitectos José María Jiménez Ramón y Francisco Pinto Puerto, quienes fusionaron la nueva fábrica al claustro manierista de San Francisco del siglo XVI, logrando un equilibrado diálogo entre las partes sin tener que renunciar a la contemporaneidad y los fines a que iba y está destinado el edificio. El Archivo consta de 5 depósitos distribuidos en planta baja y en dos entreplantas, con un total de 171 m², con capacidad para documentación en estanterías convencionales, además de una sala de consulta e investigación, un área de trabajos técnicos y administrativos y una pequeña sala de exposiciones. La superficie total construida originalmente era de 425 metros cuadrados, sin embargo, en el año 2015, se amplió con un edificio contiguo del antiguo colegio Pedro Alonso Niño. Esta construcción anexa, de dos plantas, es utilizada en su planta alta como sala de exposiciones "América", mientras que en la planta baja se ubican dos nuevas salas de archivo administrativo. El acceso al Archivo Histórico se hace desde la plaza de San Francisco a través del claustro subiendo la escalera principal que comunica con la zona abierta al usuario.

### Retablo mayor

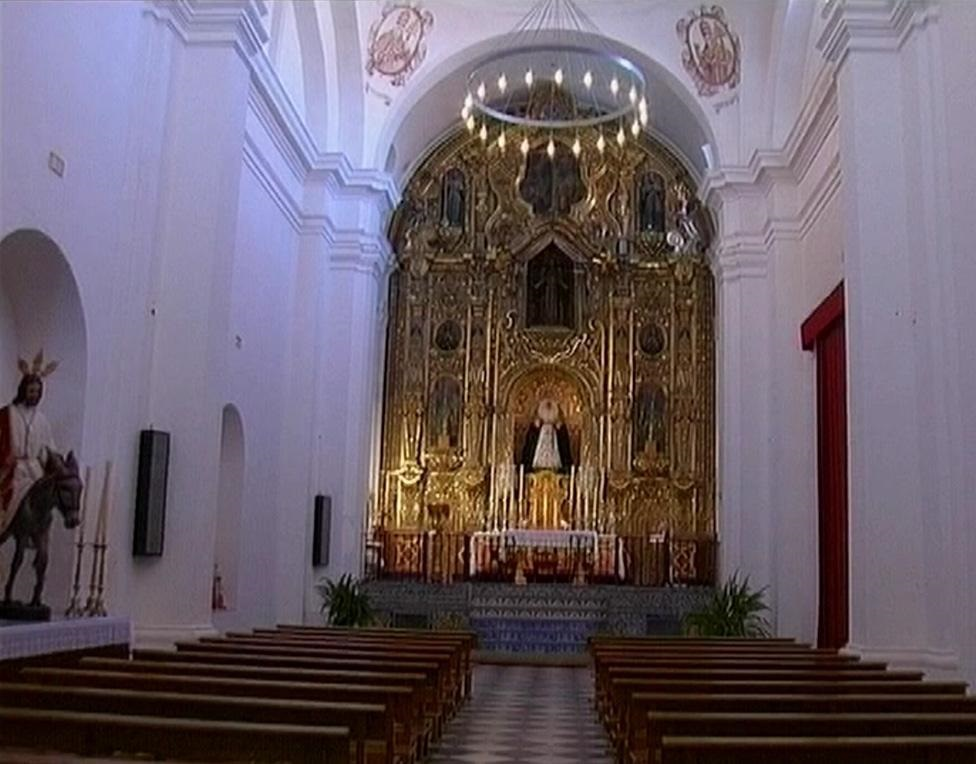
Interior de la iglesia

El retablo mayor (de unos 15 metros de altura) fue ejecutado para esta iglesia conventual en la segunda mitad del siglo XVIII, sustituyendo a otro de época y estilo diferentes realizado hacia 1600 según consta documentalmente. Su artífice, aunque desconocido, realizó esta obra siguiendo los cánones inaugurados por Jerónimo Balbás en el retablo de los Reyes de la Catedral de México. Puede atribuirse a Manuel García de Santiago. El uso del estípite concuerda con el
majestuoso y refulgente decorado barroco en versión rococó, mucho más atrevido que en épocas anteriores, y tan frecuente en la ornamentación de muchas iglesias andaluzas e hispanoamericanas. Todo el retablo forma un cuerpo dorado gigantesco con variadísimas molduraciones. Los estípites organizan la composición en tres amplios sectores. Otro elemento novedoso que nos remite a Duque Cornejo es el cortinaje o dosel que remata la hornacina de San Francisco. A través de una de las puertas existentes en el cuerpo inferior de dicho retablo se accede a la sacristía, antaño repleta de numerosos relicarios. Este de San Francisco de Moguer guarda una gran semejanza con el retablo de San Buenaventura de Sevilla.
Su iconografía responde al ideal franciscano de la época. El crucificado que lo remataba y las imágenes policromadas de los dos santos franciscanos, que antaño flanqueaban el camarín de la titular, fueron destruidos en el año 1936. El resto de la imaginería se ha conservado. San Francisco de Asís obra de León Ortega de 1963.

### Otras obras

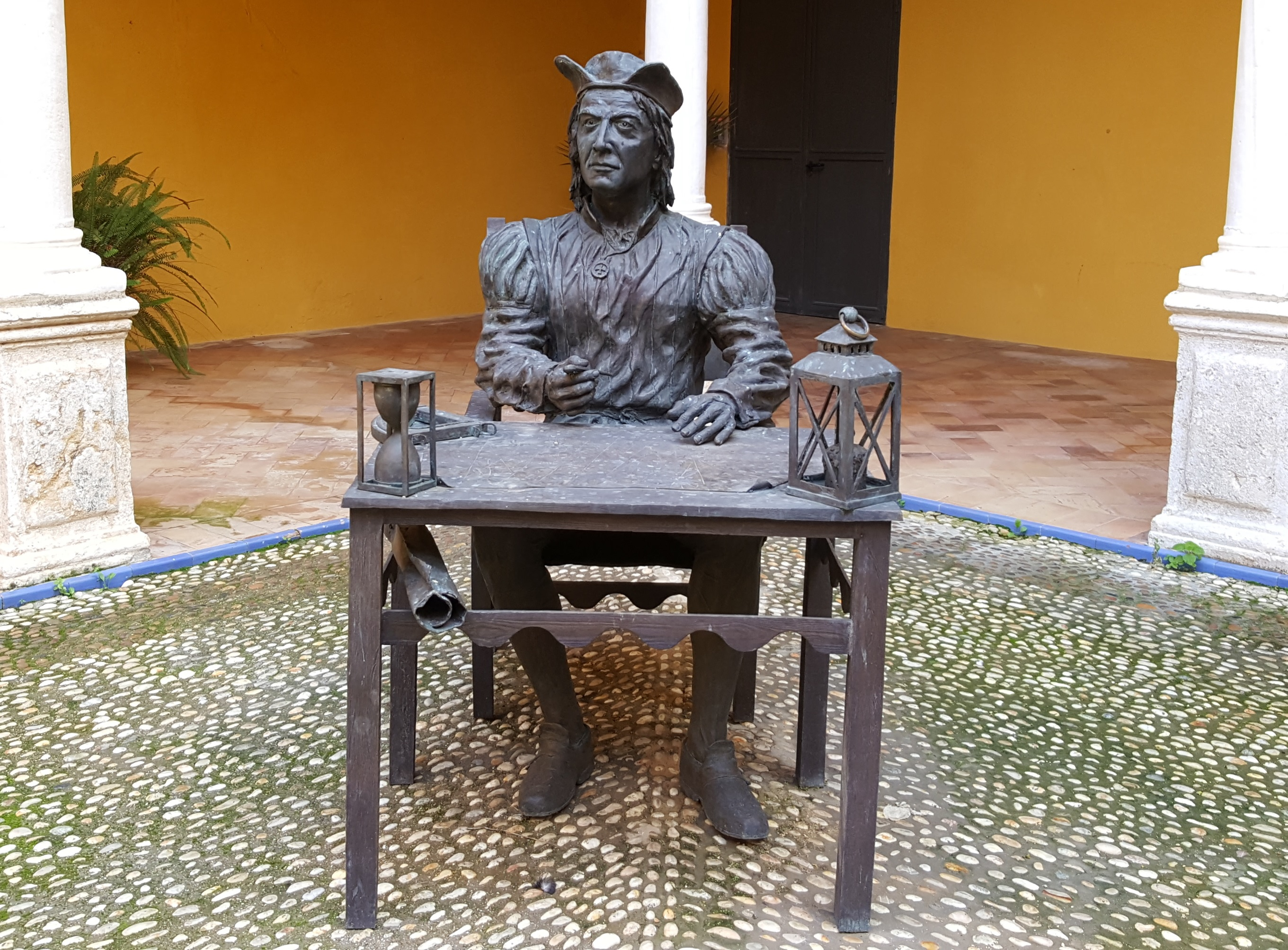
Escultura de Pedro Alonso Niño

Obras modernas son la Virgen de la Esperanza y el Cristo del Amor, talladas por Moreno Daza en la década de 1950 y remodeladas posteriormente por Antonio León Ortega y la Virgen nuevamente por Elías Rodríguez Picón. León Ortega realizó también la imagen de San Francisco del retablo mayor. Las imágenes del Cristo de los Remedios (Ángel Rengel, 2000) y la Virgen del Rosario (José María Leal) pertenecen a la Hermandad del Cristo de los Remedios. También se conserva la llamada Cruz Franciscana, obra del siglo XVIII artísticamente decorada.
También son del siglo XVIII la reja de hierro forjado que separa el presbiterio del resto del templo y las pinturas murales que representan a los Papas Alejandro IV, Sixto IV y Sixto V y Nicolás V en cada una de las pechinas, y el escudo de la Orden Seráfica en el centro de la cúpula. Los azulejos que ornamentan con sus motivos vegetales y hagiográficos (San Sebastián), el frontal partido por la escalinata de acceso al altar mayor pueden datarse hacia el Seiscientos.

## Archivo Histórico Municipal y Biblioteca Iberoamericana

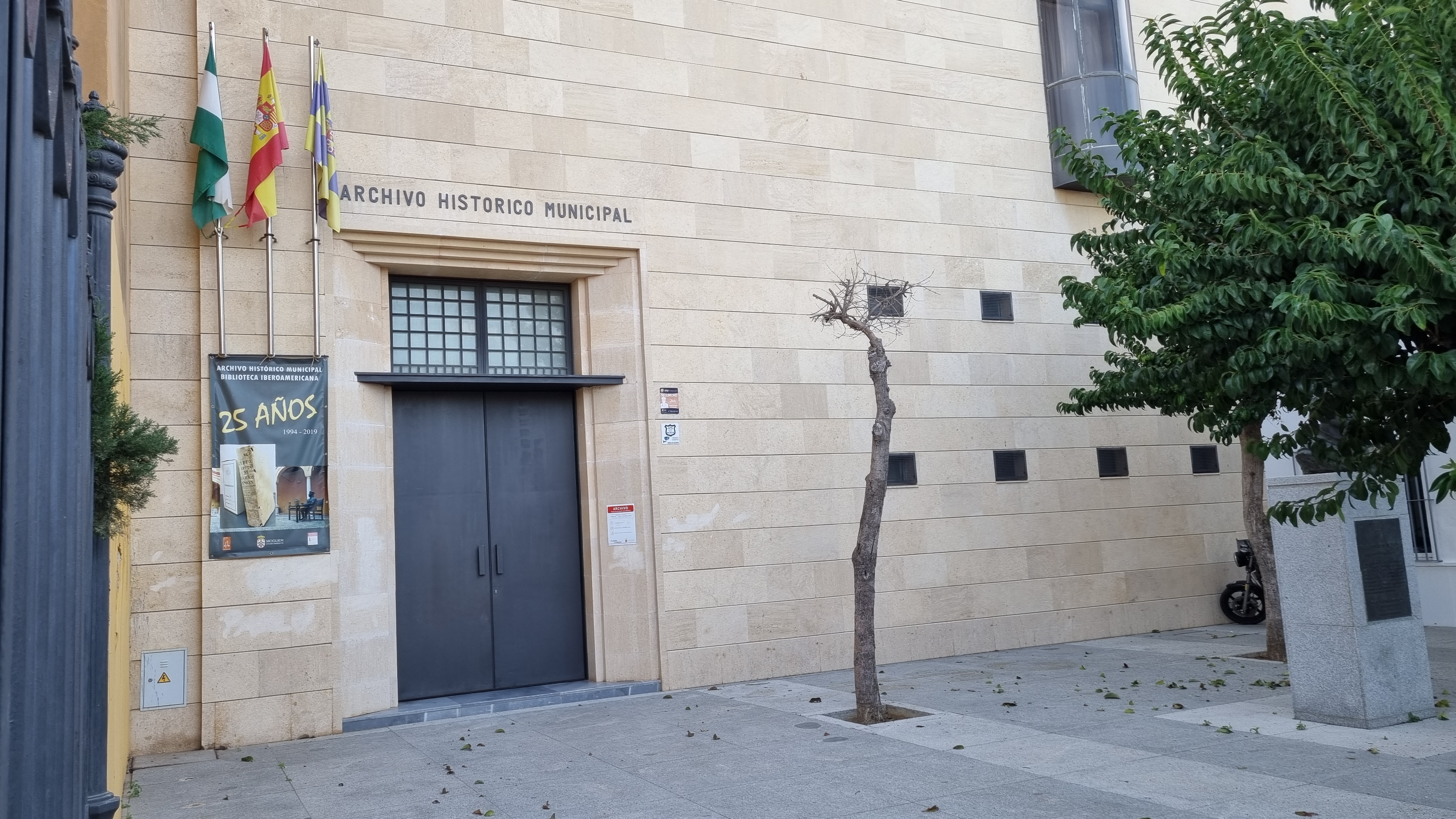
Vista exterior del Archivo

El Archivo Histórico tiene su origen en la fundación del señorío en 1333 por el almirante Alonso Jofre Tenorio, que elevó la antigua aldea a la categoría de villa, dotándola de edificios civiles y religiosos notables. El documento más antiguo que se conserva, datado en 1253, en el que se confirma la donación de la entonces alquería de Moguer a la Orden de Santiago por parte de Alfonso X. En principio las escrituras y privilegios del Concejo se custodiaban en un arca de tres llaves, según había quedado establecido en la Pragmática Real de 1500. En el siglo XVIII, el nuevo edificio del Ayuntamiento, construido después del terremoto de 1755, incluía una habitación destinada al archivo. Finalmente en 1992 se reubicó anexa a una de las crujías del antiguo convento de San Francisco, en un edificio de nueva planta para el Archivo Histórico Municipal. Posteriormente, en el año 2015, se amplió las instalaciones con un nuevo edificio anexo junto a las escaleras de acceso a la planta alta del Claustro.
La custodia del archivo ha sido responsabilidad del secretario del Ayuntamiento, heredero fedatario de las funciones que desempeñaba el escribano de cabildo en el Antiguo Régimen, hasta la aparición de la figura del archivero. El primer archivero fue Francisco de la Portilla, que en 1848 se encargó de completar el inventario del archivo que años antes había iniciado José Sánchez Mora. La plaza de archivero seguía apareciendo en la plantilla municipal a principios del siglo XX y finalmente en 1983 se inició el proceso de organización y descripción de los fondos. 
Contiene varios fondos: 

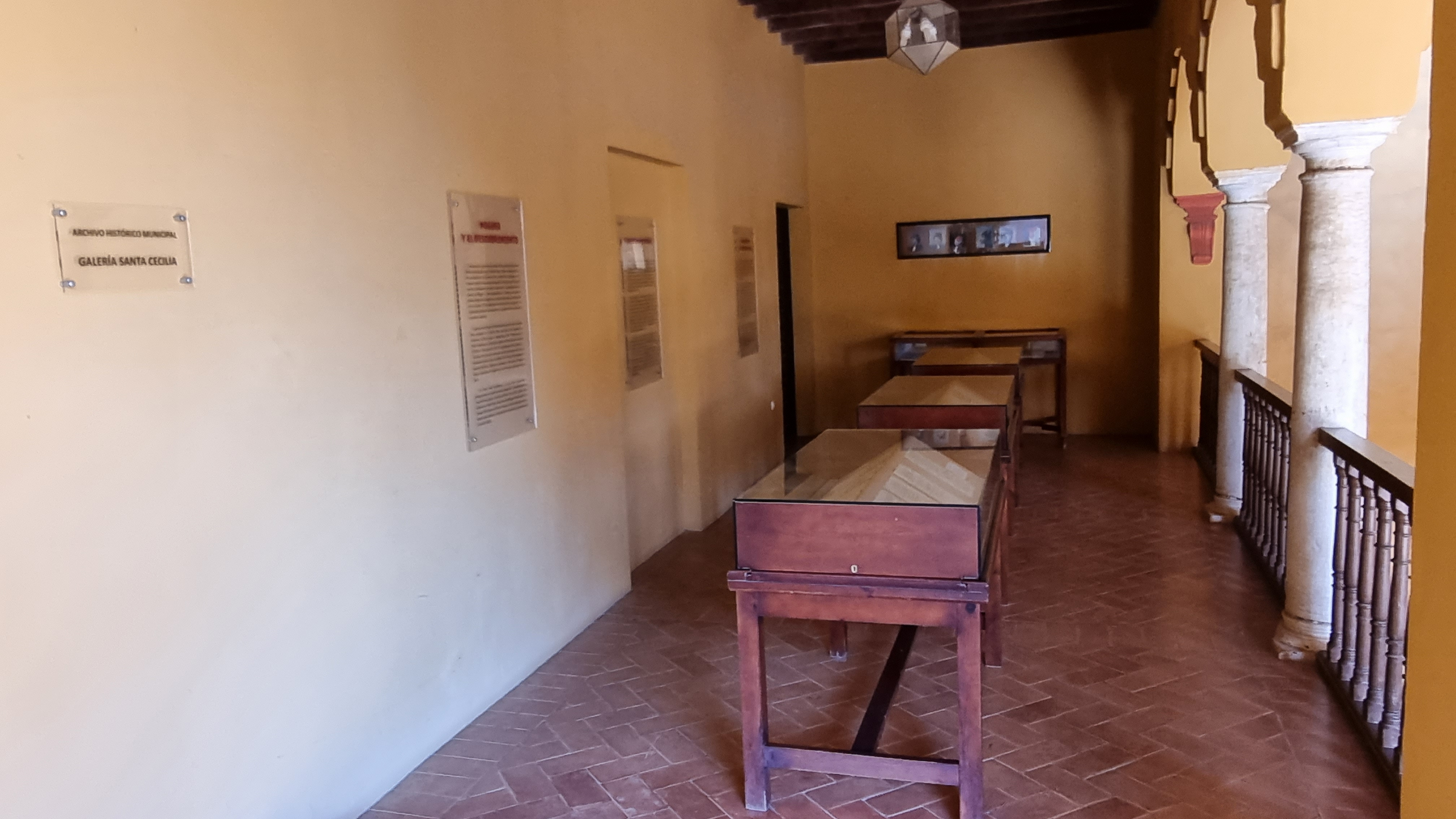
Galería Santa Cecilia con exposición "Moguer y Ultramar"

- Documentación del Ayuntamiento desde el año 1481.
- Protocolos Notariales del Distrito de Moguer (Niebla, Bonares, Lucena del Puerto, Palos de la Frontera y Moguer) con escrituras públicas otorgadas desde 1536.
- Documentación de Juzgados de Moguer desde el año 1843. Este último fondo enlaza con la sección Escribanía de Cabildo (1543-1879) del Archivo Municipal.
- Colección de planos y mapas (desde año 1865).
- Fototeca municipal (desde mediados del siglo XIX).
- Archivo de la Cámara Agraria de Moguer (1943-2000).
- Indiferente General es un fondo que contiene documentos sueltos de difícil clasificación y de procedencia diversa que han ingresado en el Archivo mediante adquisición (documentos desde 1773).
- Tiene además una biblioteca especializada de apoyo al Archivo, con tres áreas básicas: América, Andalucía y Legislación.

Existen otros fondos y colecciones de titularidad pública y privada que son interesantes y han ingresado en los últimos años: el Fondo de Burgos y Mazo (memorias políticas, correspondencia y otros documentos del que fuera ministro de Gobernación y de Gracia y Justicia durante el reinado de Alfonso XIII, (1890-1946)); El Vinculo de Pedro Gupil de Herrera (1571-1837); el Fondo-Colección de Luis Bayo Hernández-Pinzón (1735-1892), del que destacan sus Diarios de navegación; el Fondo-Colección de Rodolfo Barón Castro (archivo particular, biblioteca y hemeroteca del diplomático y americanista salvadoreño, (1715-1987); el Fondo-Colección de Pérez-Ventana e Infante (1770-1966);la Colección de Pilar Pulgar Fraile; el fondo del escritor Francisco Garfias López ha sido el último que ha ingresado en el Archivo.
La Biblioteca Auxiliar del Archivo Histórico, denominada Biblioteca Iberoamericana, fue creada en 1992 con motivo de la conmemoración del Quinto Centenario del Descubrimiento de América. El fondo bibliográfico fundacional fue reunido en el Ayuntamiento hasta su traslado al edificio nuevo del Archivo Histórico. La Biblioteca reúne más de 16.000 títulos monográficos sobre temática americana, historia de la provincia y la localidad, legislación (B.O.E., B.O.P. y B.O.J.A., además de los repertorios Aranzadi de legislación y jurisprudencia) y ciencias auxiliares de la Historia y la Archivística. La Hemeroteca Municipal contiene 818 títulos de revistas y 97 de periódicos (468 títulos de revistas y la totalidad de los periódicos pertenecen a la Colección Barón Castro), algunos de ellos del siglo XIX.

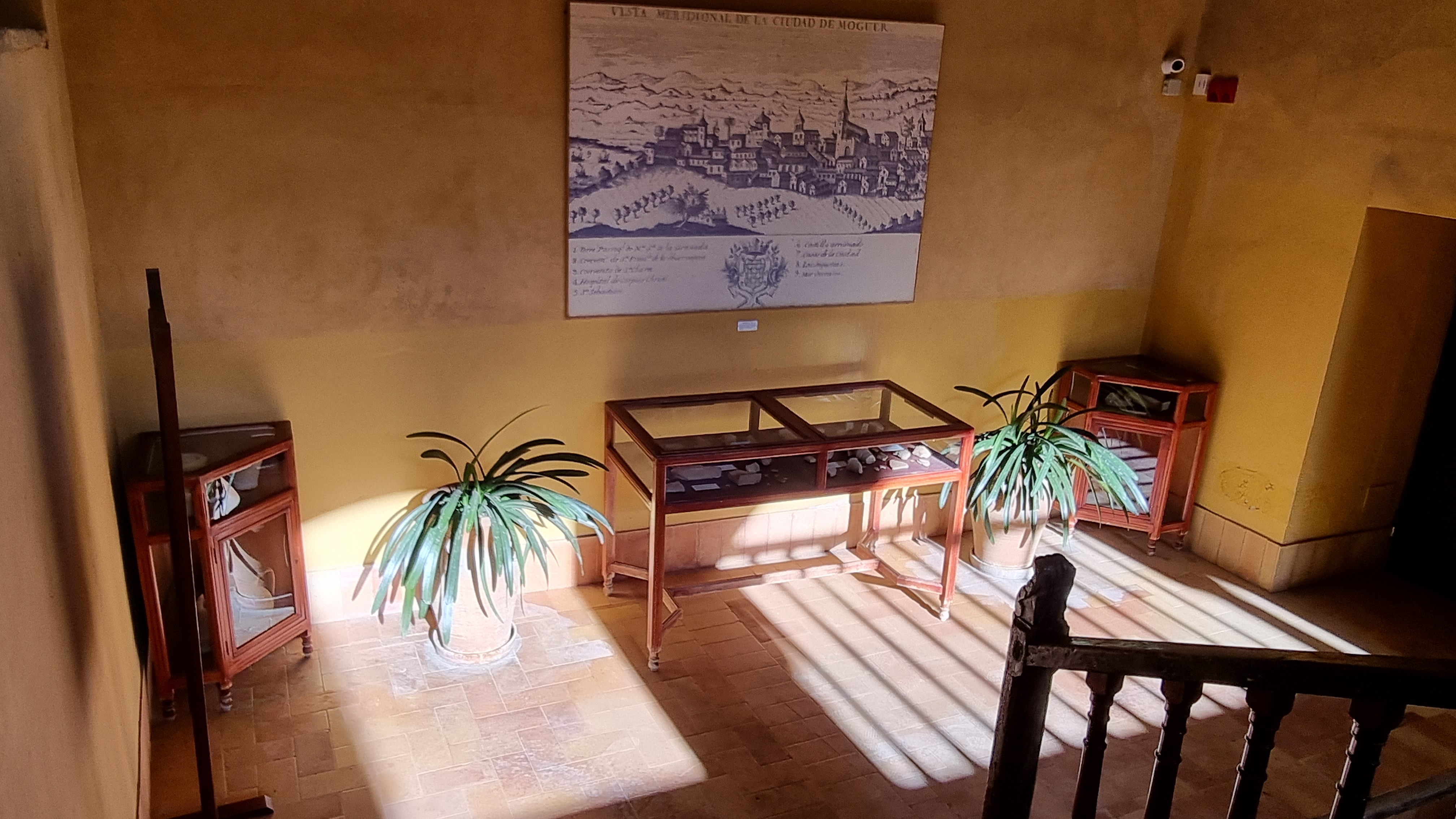
Escaleras a Claustro alto con vitrinas de restos arqueológicos

También tiene funciones de Depósito arqueológico desde el año 1972, creándose en 2009 el Gabinete de Arqueología (Estudio, registro y catalogación). Alberga la colección municipal de restos arqueológicos de origen Paleolítico, neolítico, fenicio, romanos y árabes encontrados en diversos yacimientos arqueológicos.
- Restos de asentamientos de la Edad de Piedra: material lítico diverso como cantos tallados, útiles sobre lasca, lascas sin transformar, núcleos, fragmentos de talla y algunos elementos no clasificables)  catalogados en las zonas de La Jara, El Monturrio, Cuesta del Jigarral, Chozas del Junco, Depósitos Agua y Arroyo del Pino.
- Restos de la Edad de los Metales: Cerámica a mano de factura muy tosca y material lítico, como útiles, lascas y restos de talla catalogados de las parajes de Cabezo de la Mina, El Tejar, Poblado Mazagón y Las Multas.[7]
- Restos Romanos: Ánforas, monedas, ladrillos, tégulas con marca de alfarero o fragmentos de "sigillata hispánica" (cerámica de gran belleza fechada en el siglo II), de varios asentamientos romanos en las zonas catalogadas de Arroyo del Valbuena, Arroyo Culebras, Arroyo Flores, Marisma Santa, Cabeza Rubia y Los Molinos.[6][7]
- Restos Árabes: Restos de asentamientos árabes en la zonas rurales de Rendón, las Cacerías o Manzote.[7]

El 13 de octubre de 2021, coincidiendo con la celebración del Día de la Hispanidad, se inauguró dos nuevos espacios museísticos que atesoran piezas de gran valor, la salas "Antiqvarivm" y "América". Fue el director del Archivo e historiador, especializado en Historia de América, Diego Ropero Regidor, el artífice de este laborioso proyecto de documentación y catalogación.  La sala "Antiqvarivm" explora la historia de las civilizaciones que desde la Prehistoria y hasta la Baja Edad Media se asentaron en este territorio y, la sala "América", la intensa relación que la ciudad mantiene con América a partir de la participación de los marinos moguereños en el descubrimiento del nuevo continente y los posteriores Viajes colombinos.

### Sala Museo Antiqvarivm

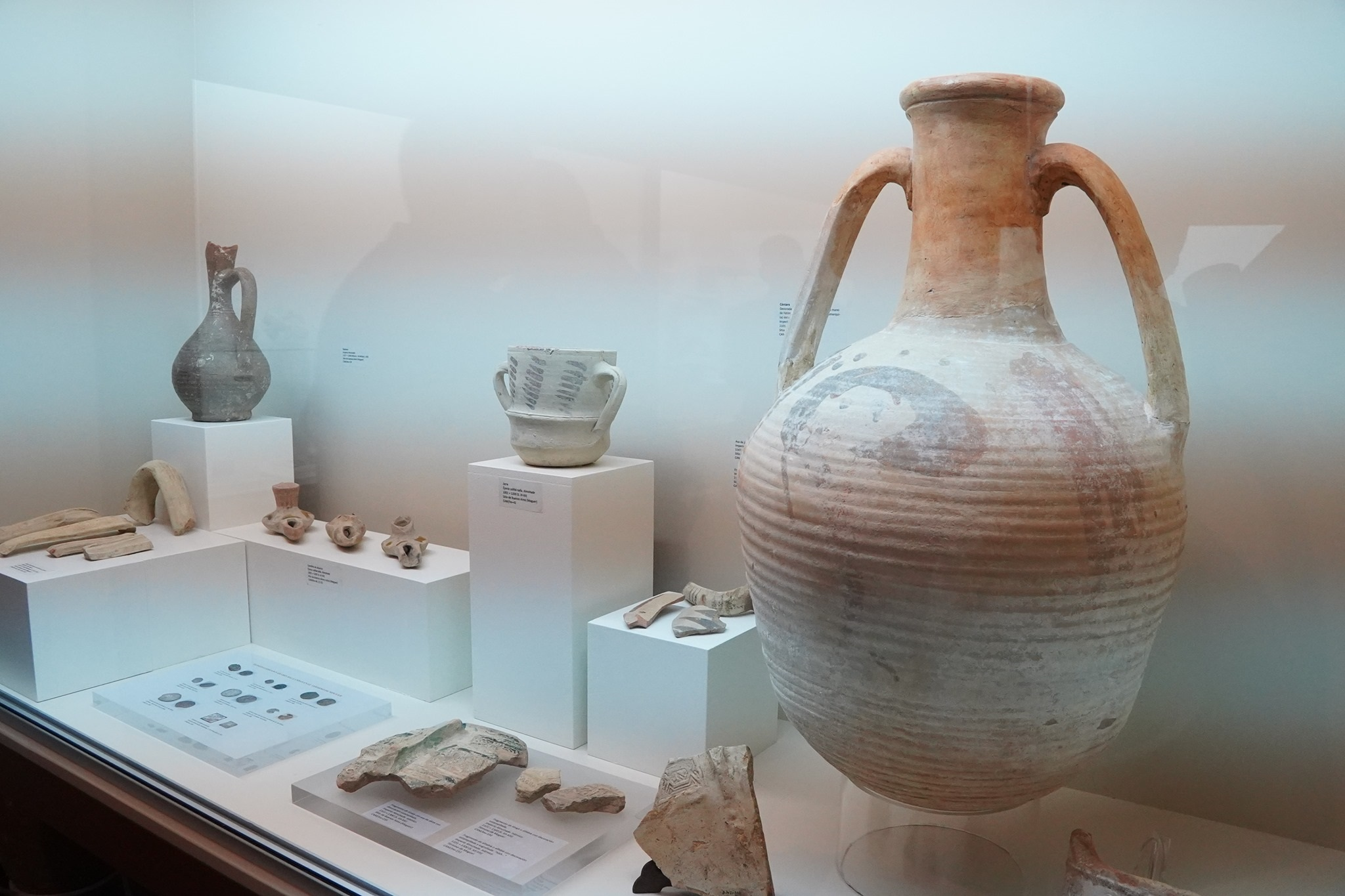
Sala Antiqvarivm (restos romanos)

Se muestra una exposición permanente que lleva por título “Del hacha de piedra al documento de archivo: Arqueología e Historia del municipio de Moguer”, una colección de piezas arqueológicas que nos permiten seguir el desarrollo de los pueblos y culturas asentados en el territorio desde el Neolítico hasta la conquista del Reino taifa de Niebla por Alfonso X el Sabio.
El recorrido por la sala se inicia con una colección de hachas y otros artefactos neolíticos para continuar con cerámicas tartésicas, ánforas, monedas, tégulas con marcas de alfarero, cerámica de Terra sigillata, estatuas y diversos objetos de metal y vidrio de la época romana. Del periodo andalusí se muestran cerámica Almohade y Mudéjar de los siglos XII y XIII, jarras vidriadas y otros elementos del ajuar doméstico. El recorrido por esta sala finaliza en la vitrina central del espacio donde se muestra la reproducción en facsímil del primer documento que se conserva en el Archivo Histórico datado en 1253 en el que se confirma la donación de la entonces alquería de Moguer a la Orden de Santiago por parte de Alfonso X.
La colección arqueológica municipal se creó en 1972 asumiendo posteriormente el Archivo la competencia en su preservación, estudio y catalogación. De esta colección que ha ido engrosándose a lo largo de los años con numerosas donaciones de particulares, se exponen las piezas más representativas, para llenar de contenido esta sala Antiquarium y la zona expositiva en la escalera al Claustro alto.

### Sala Museo América

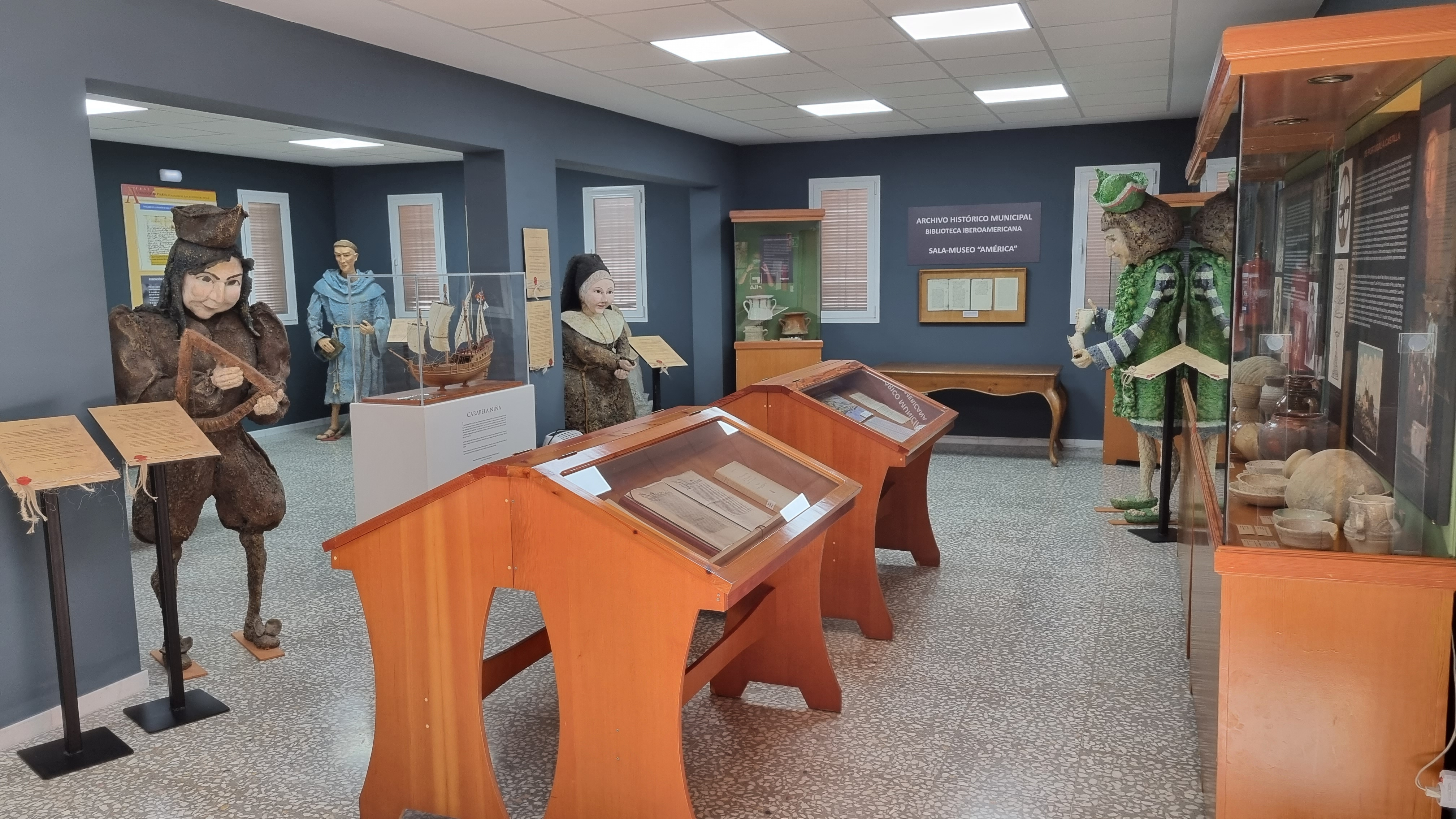
Vista Sala America

Se exponen documentos y piezas, con las que se pone en valor el papel que Moguer y sus marineros tuvieron en la gesta descubridora y en los posteriores viajes colombinos al nuevo continente. Un espacio con un doble objetivo didáctico y pedagógico en el que ocupan también un lugar destacado personajes ilustres como la Abadesa Inés Enríquez, los Hermanos Niño o el propio Cristóbal Colón.
Facsímiles de decenas de documentos de la época, desde la preparación del primer viaje hasta la cuarta expedición colombina, paneles explicativos sobre el momento histórico del descubrimiento y la decisiva aportación de la ciudad al encuentro entre dos mundos, cerámica de los siglos XV y XVI, una reproducción de la carabela La Niña y otros muchos elementos relacionados con la vinculación americana de la ciudad llenan de contenido esta sala en la que ocupa un lugar destacado la figura del franciscano moguereño Fray Antonio de Olivares, fundador de la Misión de El Álamo, de la que se expone una maqueta, que dio origen a la ciudad de San Antonio en Texas (EE. UU.).
El contenido de la sala se complementa, en la Galería Santa Cecilia, con un apéndice exterior denominado "Moguer y Ultramar" que nos acerca a la intensa relación que la ciudad y sus marinos mantuvieron con el nuevo continente en los siglos posteriores. Fueron numerosos los marinos moguereños que participaron en el descubrimiento, colonización y evangelización de las nuevas tierras, en los denominados Viajes menores o andaluces.

## Historia

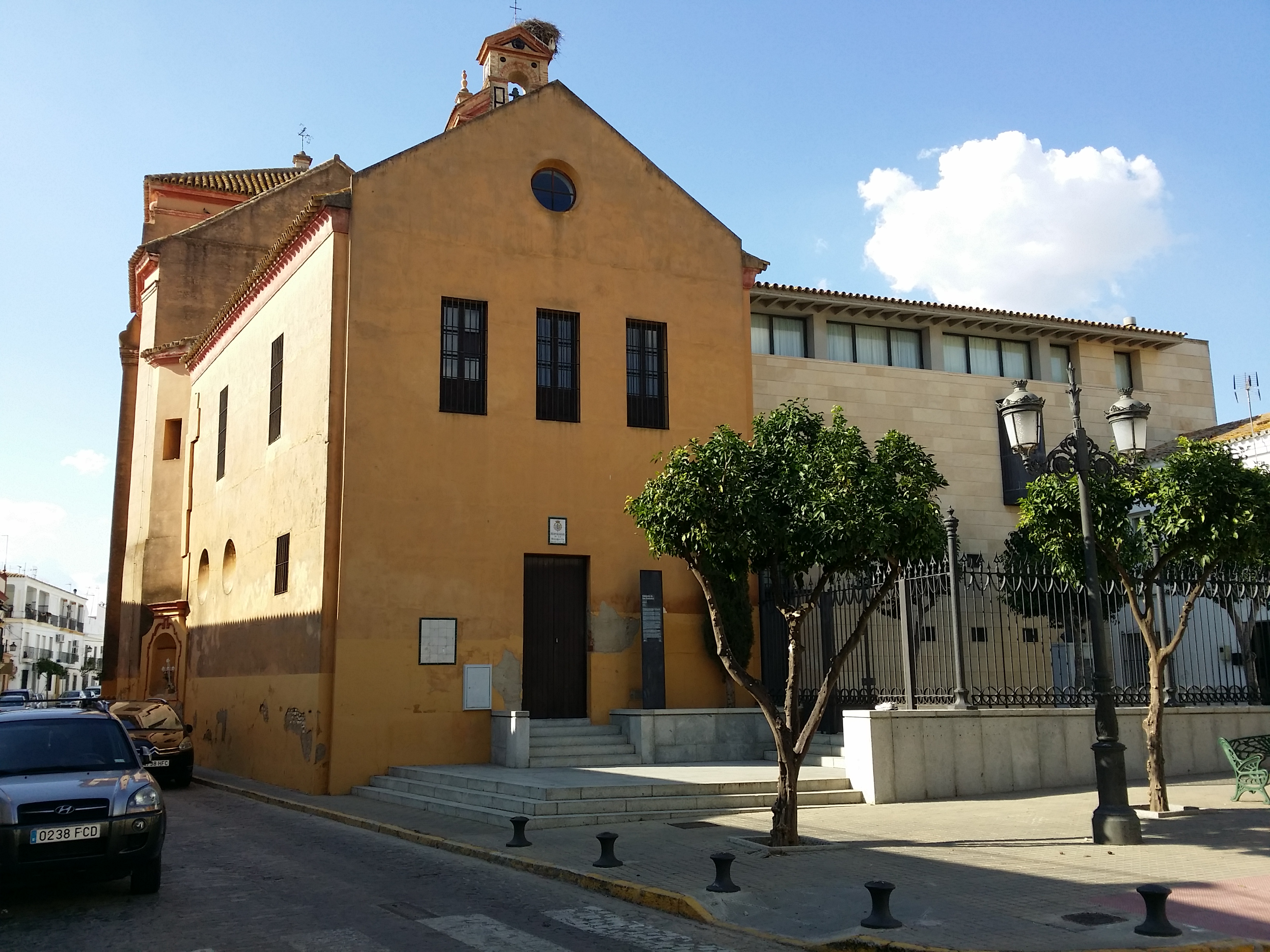
Vista trasera y lateral exterior

En el último tercio del siglo XV el convento franciscano del Corpus Christi resultaba insuficiente para una comunidad de frailes en aumento incapaz de atender las demandas sociales y religiosas de la población. Por este motivo, los señores de Moguer, Pedro Portocarrero y su mujer Juana de Cárdenas, fervientes devotos de la orden seráfica, mandaron construir a su costa un nuevo convento bajo la titularidad de Nuestra Señora de la Esperanza a pocos metros de la fundación original.
Los franciscanos se trasladaron al mismo en 1482. El nuevo edificio conventual llegó a albergar a un número respetable de religiosos. Hacia el último tercio del siglo XVI eran treinta los frailes. La cifra más alta fue alcanzada en 1655 con treinta y cuatro. Con posterioridad la comunidad fue reduciéndose hasta descender a cuatro miembros en 1834. Un par de años más tarde tendría lugar la exclaustración, pasando todos sus bienes, incluida la residencia conventual, con la única excepción de la iglesia, a dominio público. Los franciscanos ejercieron en Moguer a través de una escuela de niños y cátedra de gramática un apostolado religioso y cultural relevante. Por otro lado, la proximidad al monasterio de Santa Clara revela la estrecha relación que existió entre ambos desde su fundación.

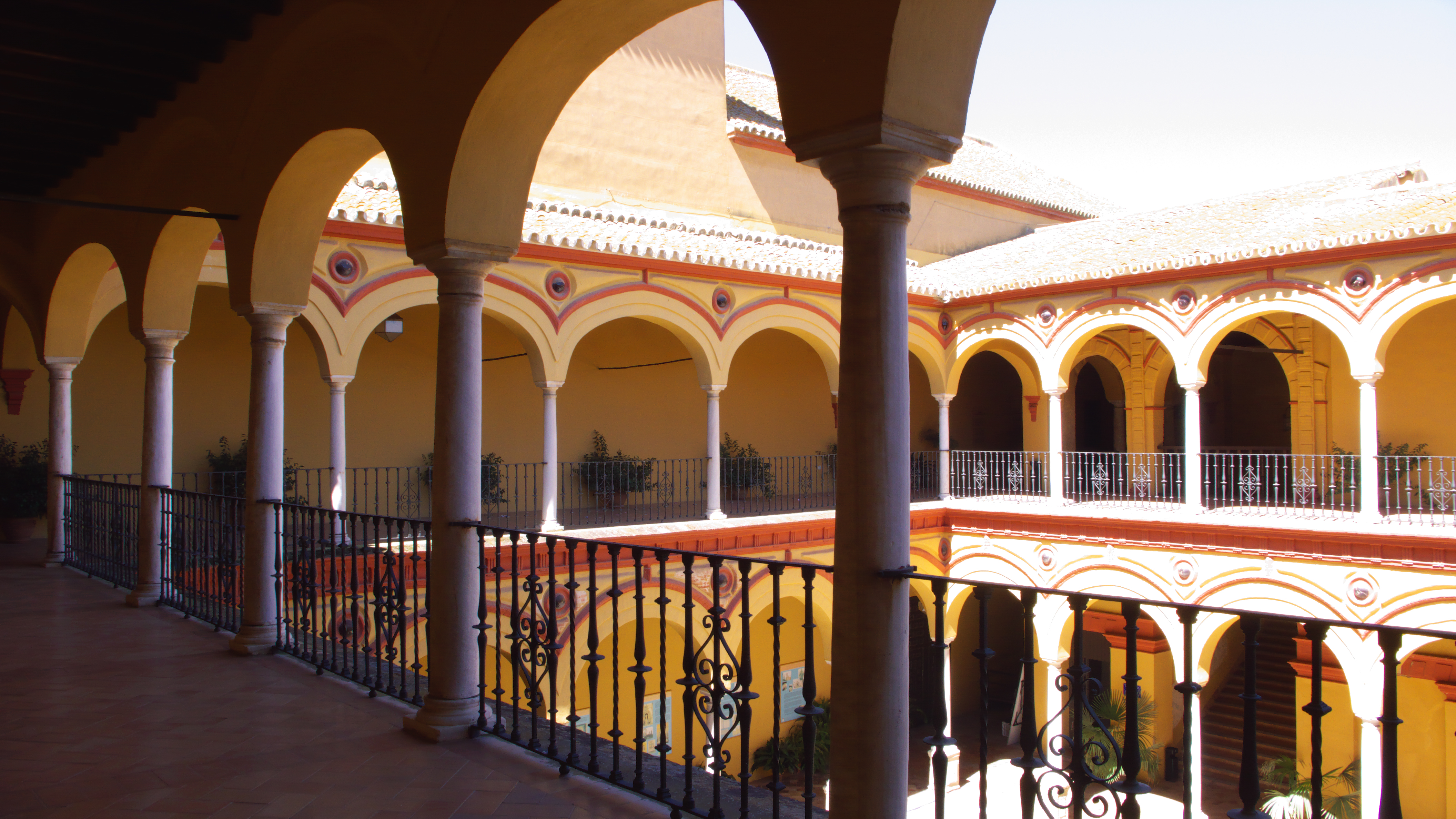
Claustro alto

La notable influencia que la orden de San Francisco ejerció sobre la población ayudó al mantenimiento del convento. El patrimonio económico con que contaba era más bien modesto si lo comparamos con el del Monasterio de Santa Clara. Subsistía gracias a una serie de rentas y, sobre todo, a los donativos y limosnas de los particulares y señores de Moguer. El importe se destinaba a finales concretos: sustento de la comunidad, reparos y ampliación del edificio, adquisición de objetos de culto, obra social y educativa, servicio litúrgico, jornales de los empleados, etc. Otros ingresos procedían de las capellanías y memorias fundadas en la iglesia del convento, de los sermones y misas de difuntos, y de las cofradías instituidas en dicho cenobio (Soledad, Vera-Cruz, Misericordia, etc.).
Las obras del edificio conventual se iniciaron en las últimas décadas del siglo XV, aunque las intervenciones más importantes se llevaron a cabo en la centuria siguiente Queda algún rasgo de la época de los Reyes Católicos en la base de la espadaña. A lo largo de los siglo XVI y XVII el convento fue sometido a numerosas reparaciones, realizadas por alarifes locales. En 1584 Gaspar Ruiz, carpintero, se comprometió por 90 ducados a labrar treinta y cinco vigas para el entresuelo del refectorio nuevo. En 1598 Bernardo García y Alonso García Lobo procedieron a la reparación y afianzamiento de parte del claustro, caja de la escalera principal y dependencias anexas al templo. Este cenobio llegó a contar con la biblioteca más rica de toda la provincia de Huelva durante la Edad Moderna.

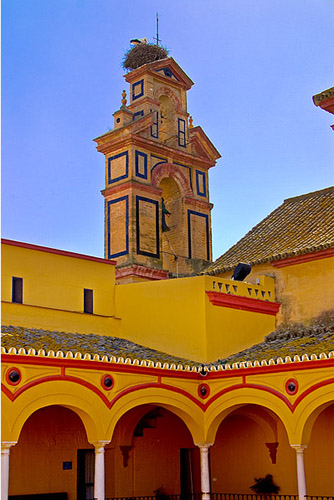
Vista espadaña

La vinculación americana del convento de San Francisco se inicia a finales del siglo XV alcanzando su pleno desarrollo en las dos centurias siguientes. Del convento de San Francisco salieron, para la evangelización del Nuevo Mundo, numerosos religiosos con destino a la isla Española, México, Michoacán, Yucatán, Florida, Tucumán y Perú. Destacan entre ellos: Fray Andrés de Moguer, religioso dominico que destacó por ser el primer cronista de la labor de los frailes de Santo Domingo en el virreinato de Nueva España; y Fray Antonio de Olivares, natural de Moguer, que marchó para Nueva Galicia en 1663 a la edad de 35 años. A él se debe la fundación de la que hoy es ciudad de San Antonio en Texas, en los Estados Unidos. En múltiples ocasiones el convento recibía limosnas de manos de aquellos moguereños que buscaban la protección divina antes de embarcar con destino al Nuevo Mundo.
La reconstrucción de la iglesia tras el terremoto de Lisboa de 1755 fue la actuación más importante. En 1818 los invasores franceses lo saquearon. En el momento de la exclaustración definitiva (1836) el conjunto contaba con una amplia residencia y terreno de huerta que más tarde pasó a dominio público. Madoz comenta en su diccionario el aspecto de ruina y precariedad que presentaba el edificio a mediados del siglo XIX.
Después de la marcha de los frailes la zona residencial del convento fue reconvertida en función a las necesidades de la población: las dependencias circundantes al claustro, y parte de este, se usaron como viviendas; en el solar que ocupó la huerta se construyeron las escuelas públicas, accediéndose a ellas por la plaza de la Soledad, antiguo atrio del convento. Igualmente y en paralelo al muro de la huerta, se edificaron once viviendas de protección oficial.
En 1961 la crujía del refectorio fue demolida construyéndose en su lugar el antiguo centro de salud. En 1991 y dentro del convenio Colón 92, este centro de salud fue demolido para construir en su lugar la biblioteca Iberoamericana y archivo histórico, también se restauró la iglesia y el claustro del primitivo convento.
Desde ella procesiona en la Semana Santa Moguereña la Ilustre y Franciscana Hermandad y Cofradía de Nazarenos de la Triunfal Entrada de Jesús en Jerusalén y María Santísima de la Esperanza y la Hermandad y Cofradía de Nazarenos del Santo Cristo de los Remedios y Nuestra Señora del Santo Rosario.

## Galería

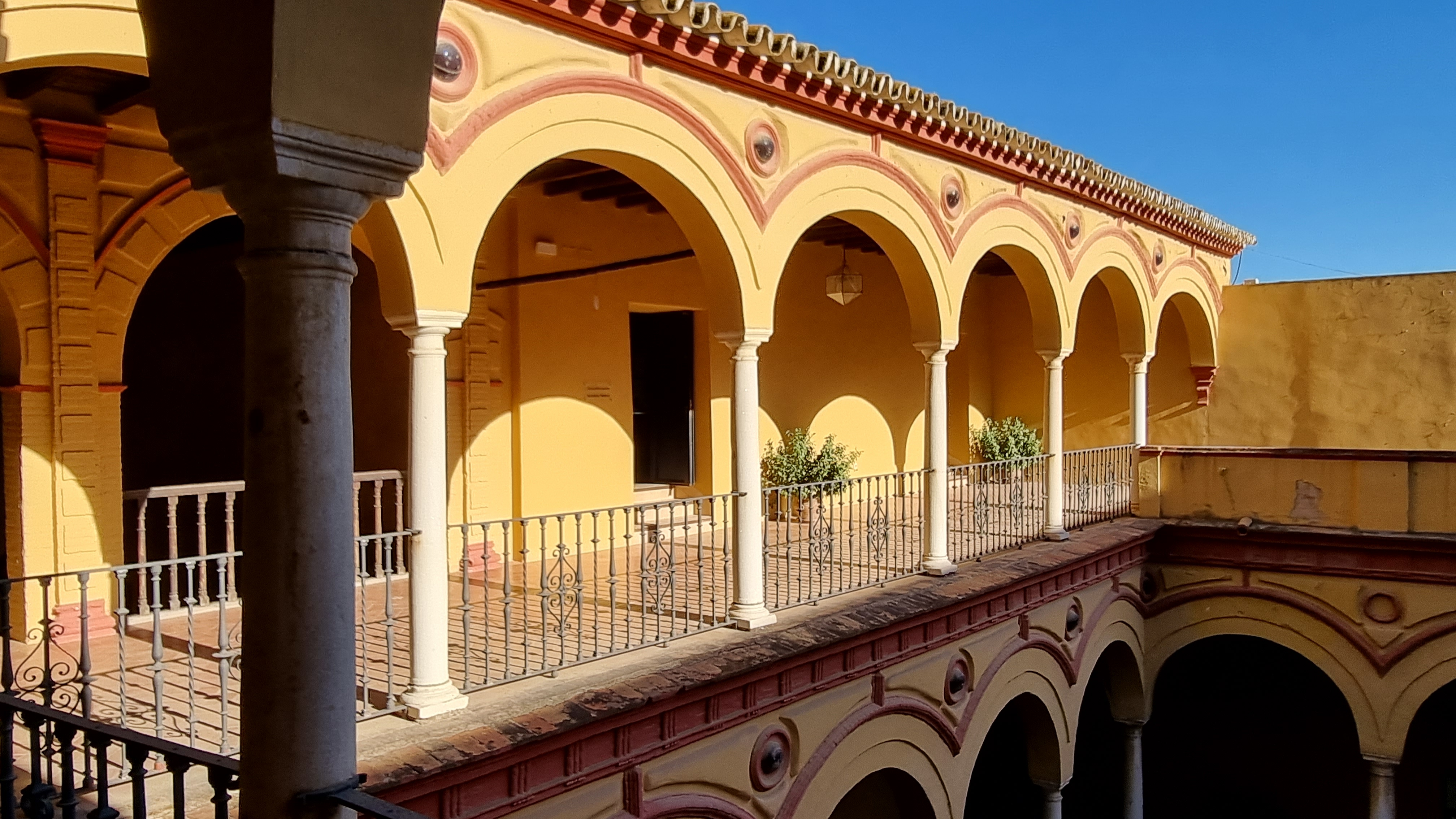
Vista claustro alto.
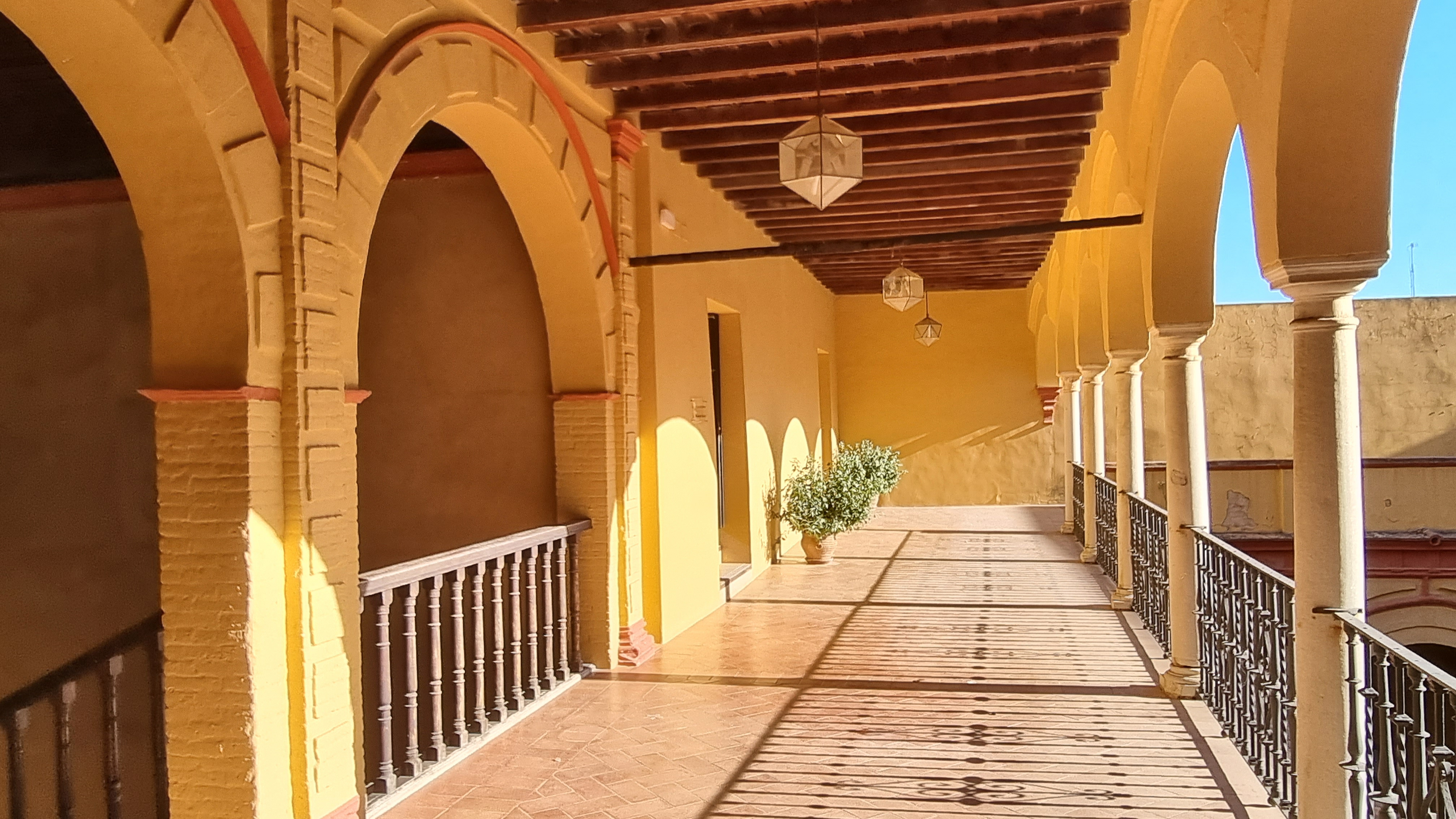
Claustro alto, techumbre
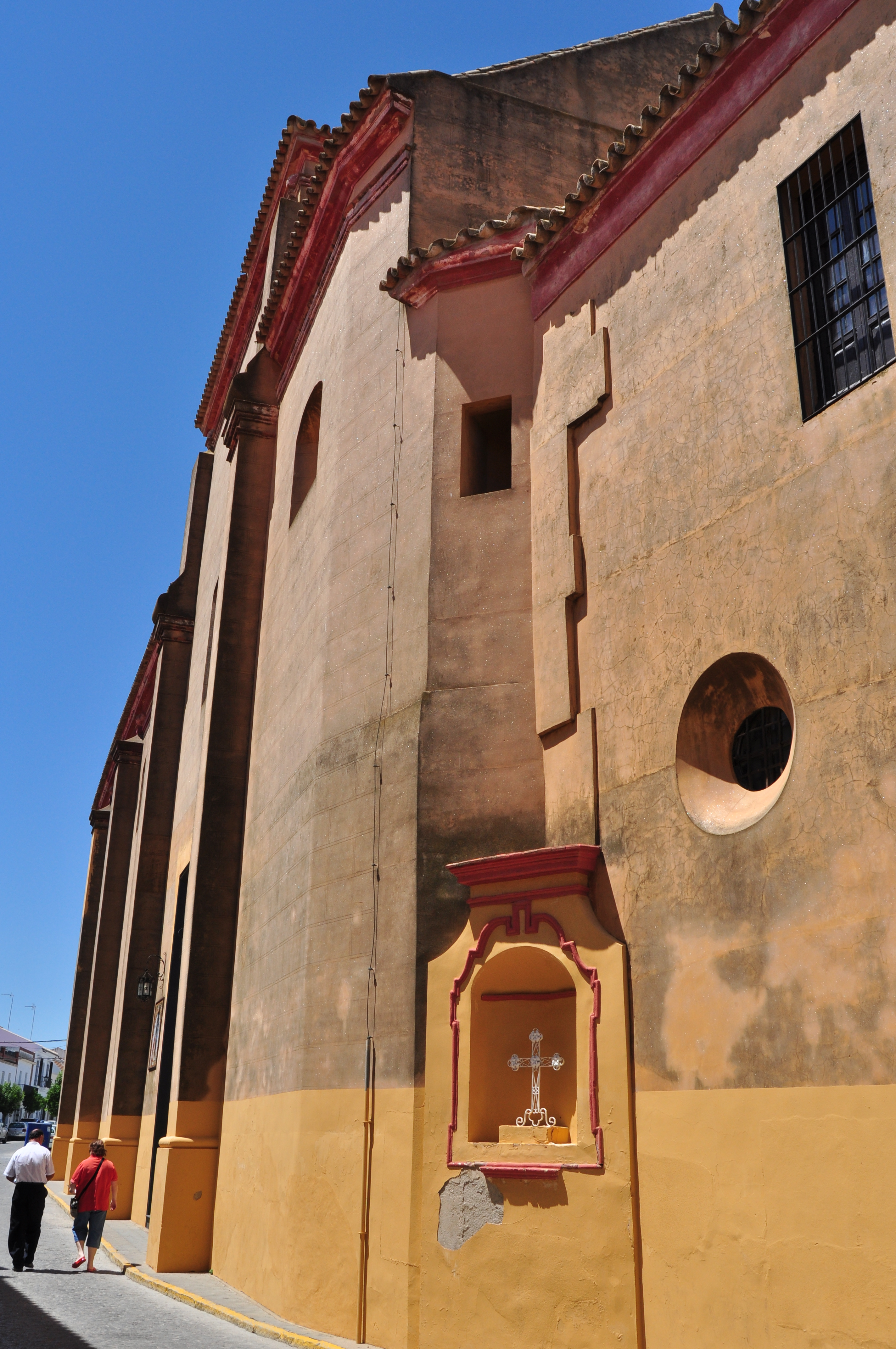
Lateral convento.
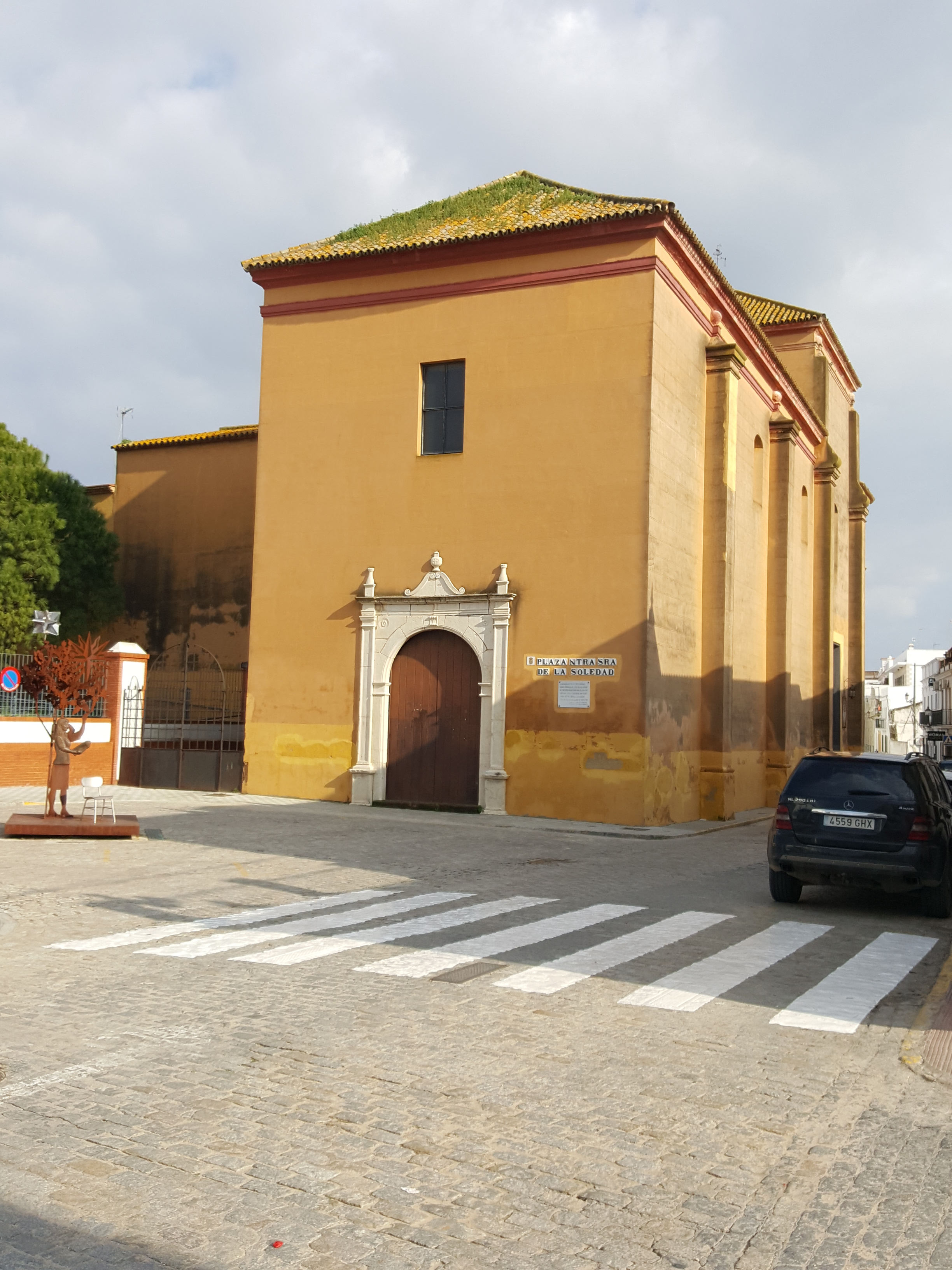
Vista puerta de Iglesia
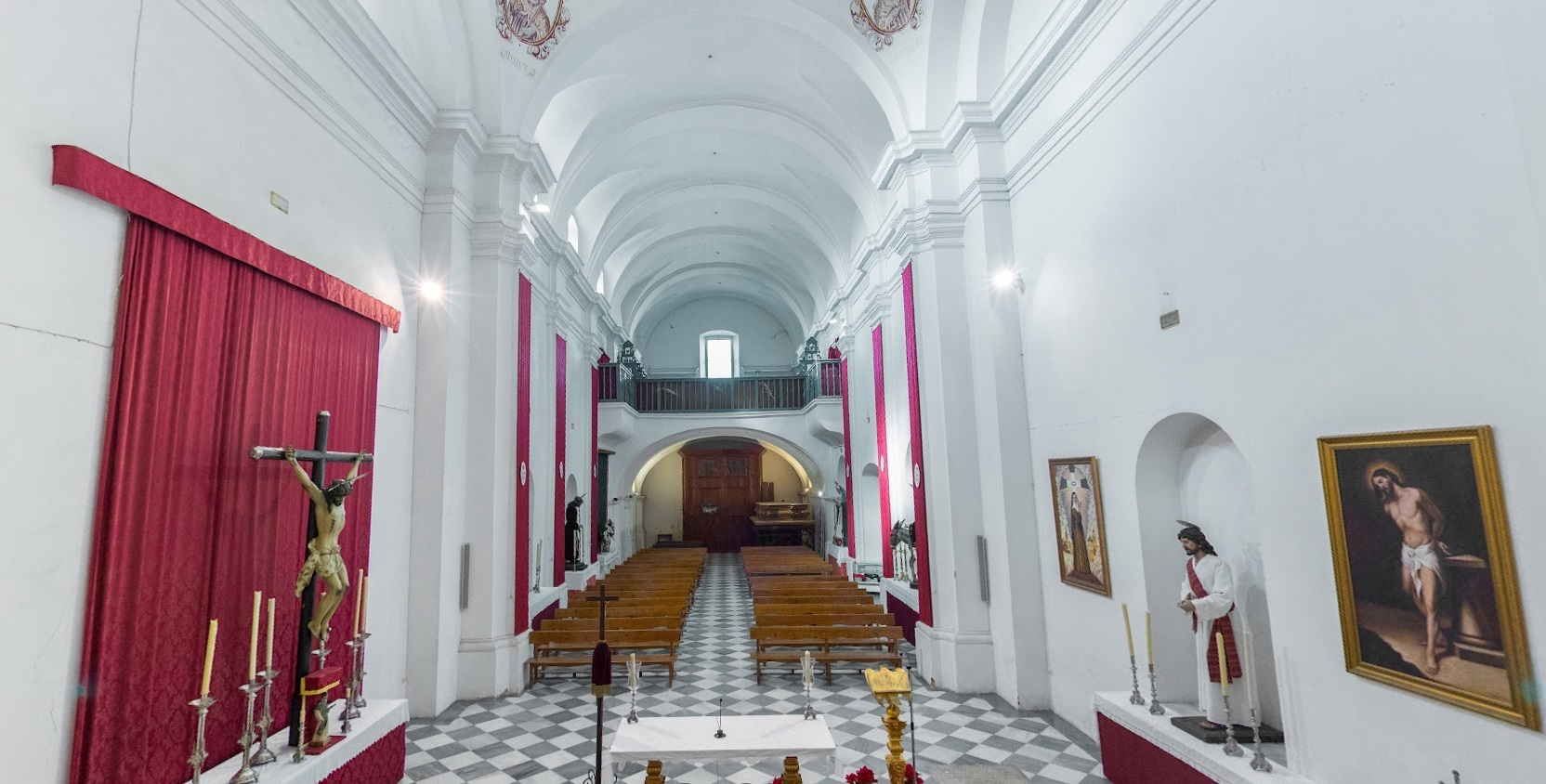
Interior Iglesia
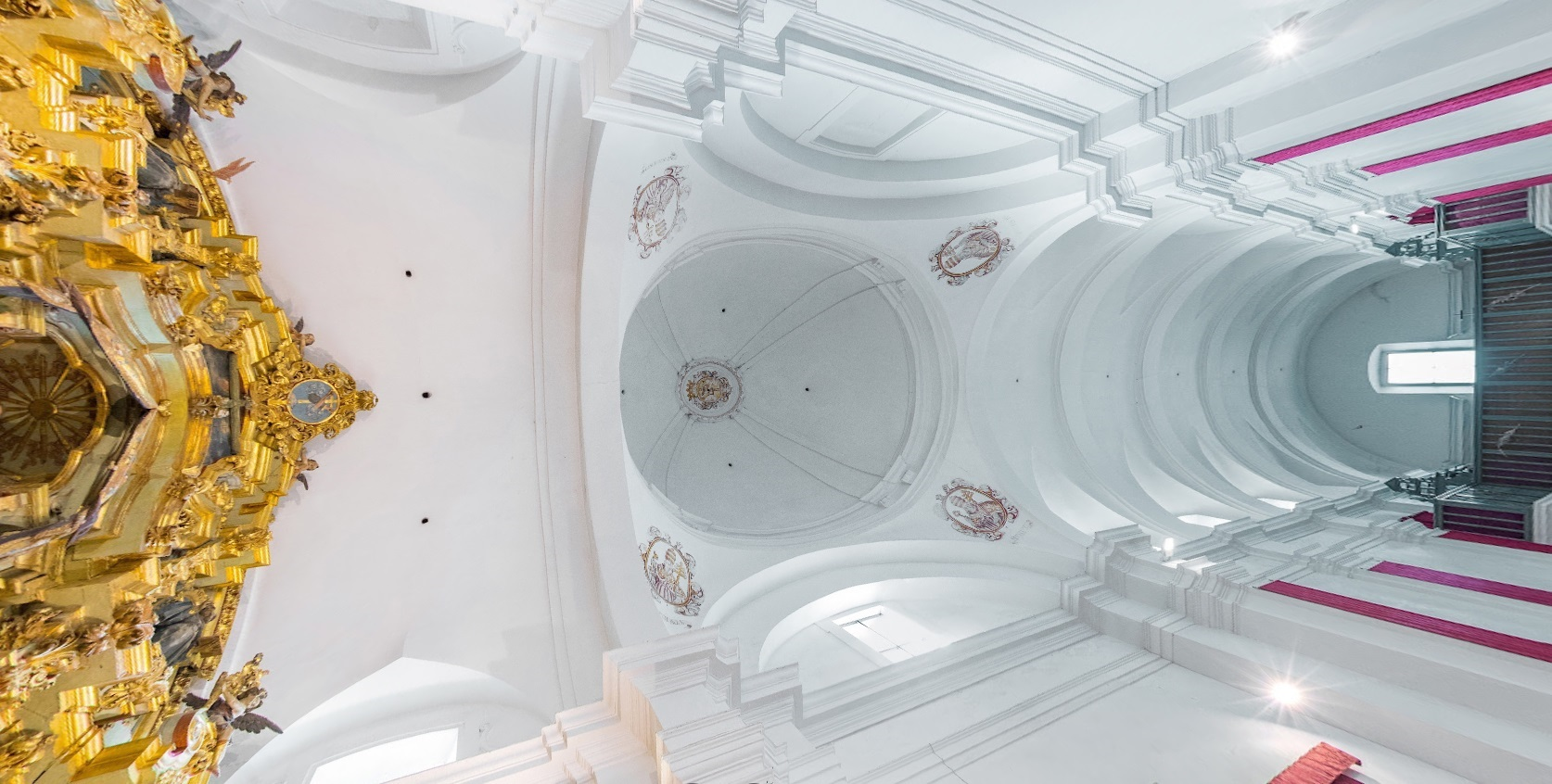
Bóvedas del techo Iglesia
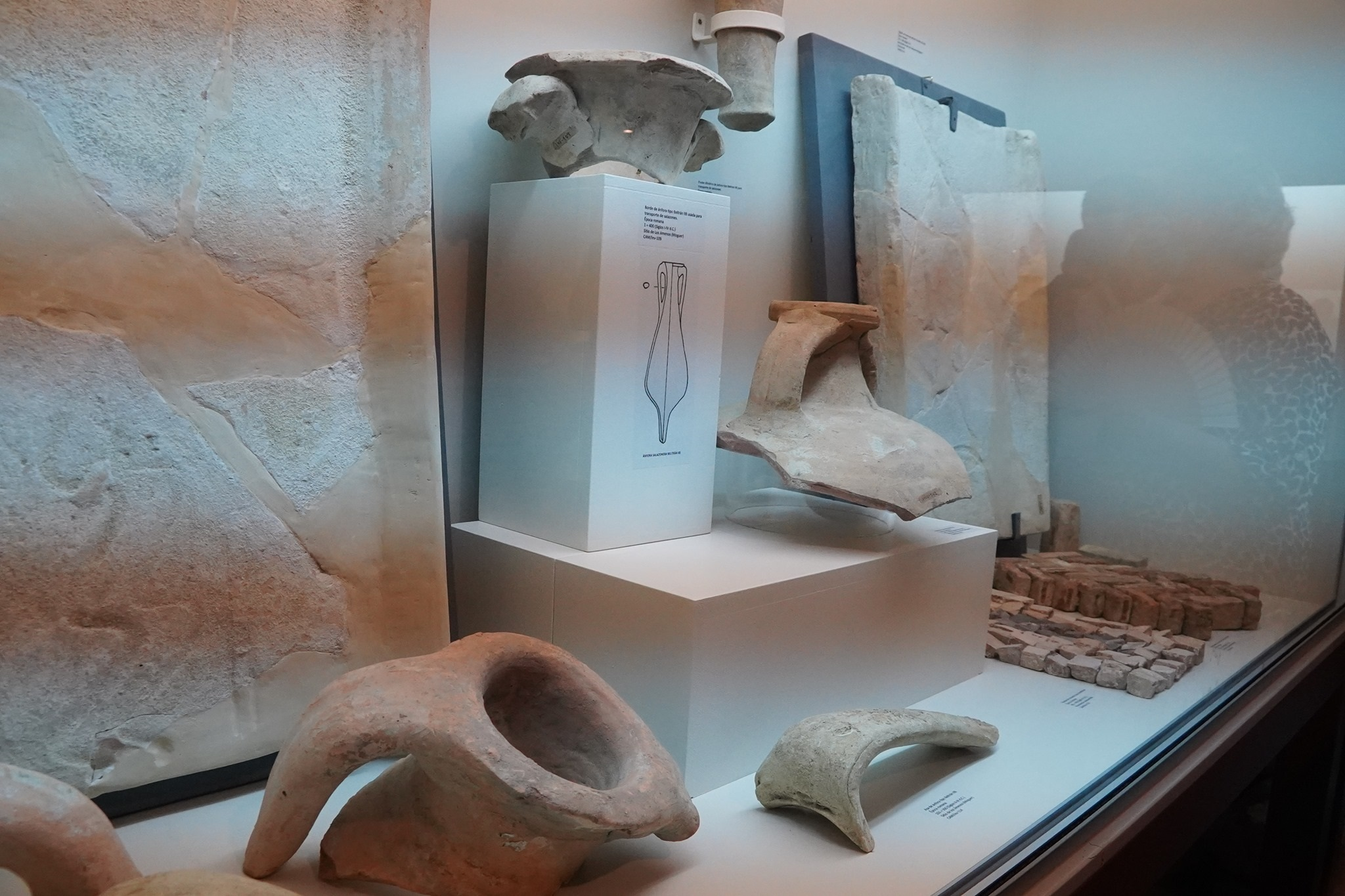
Sala Aqvarivm
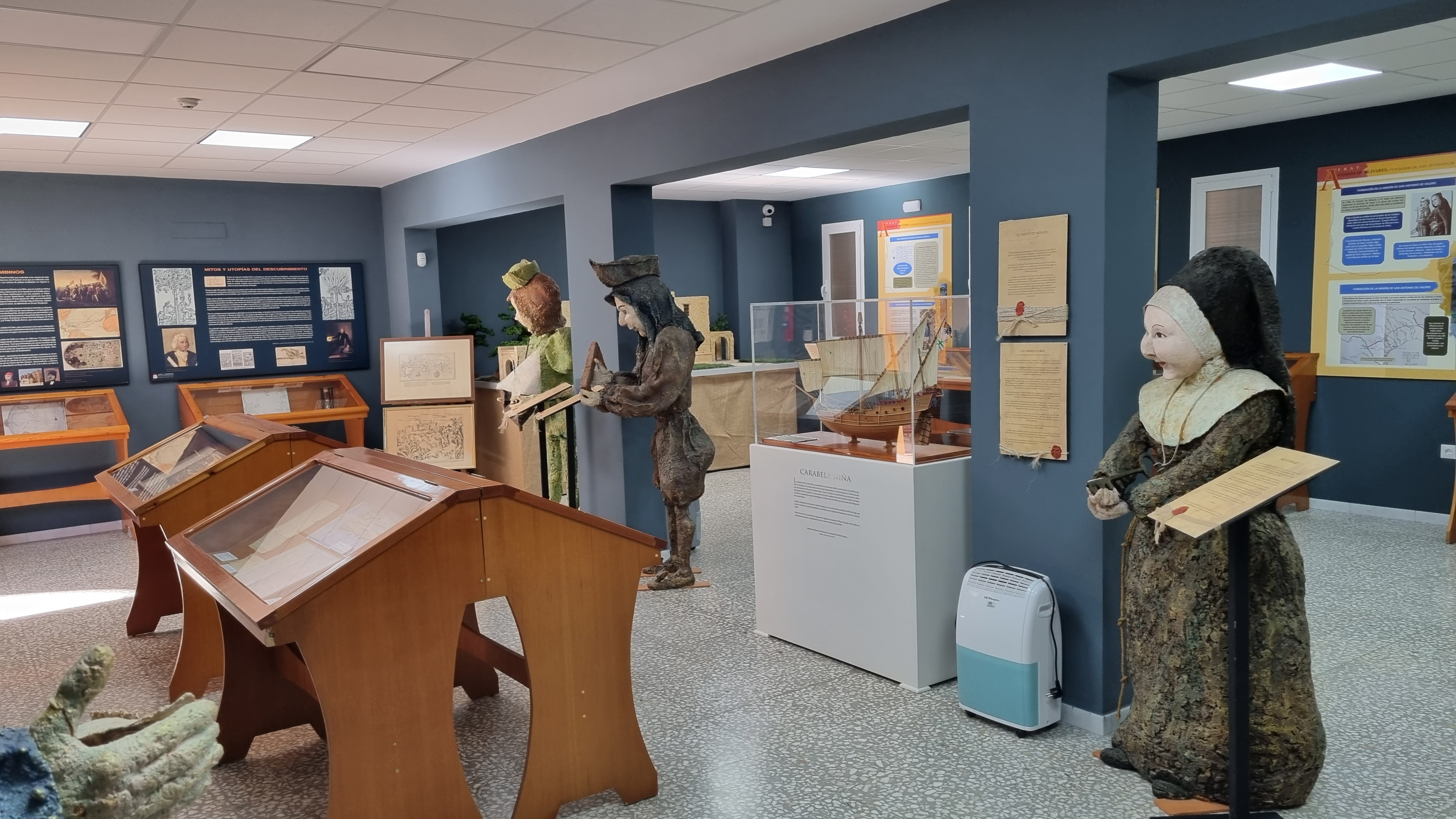
Sala América
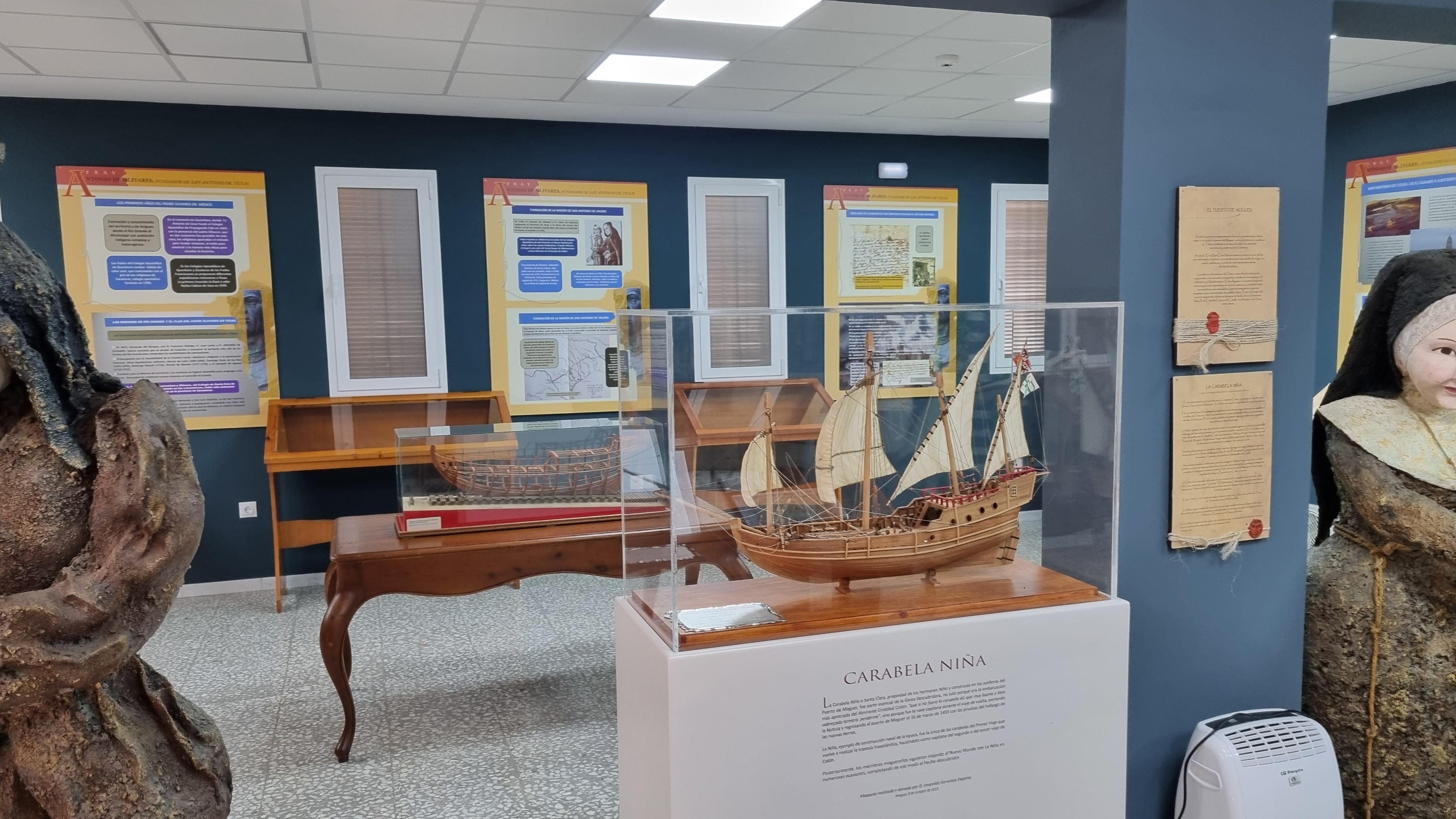
Sala América
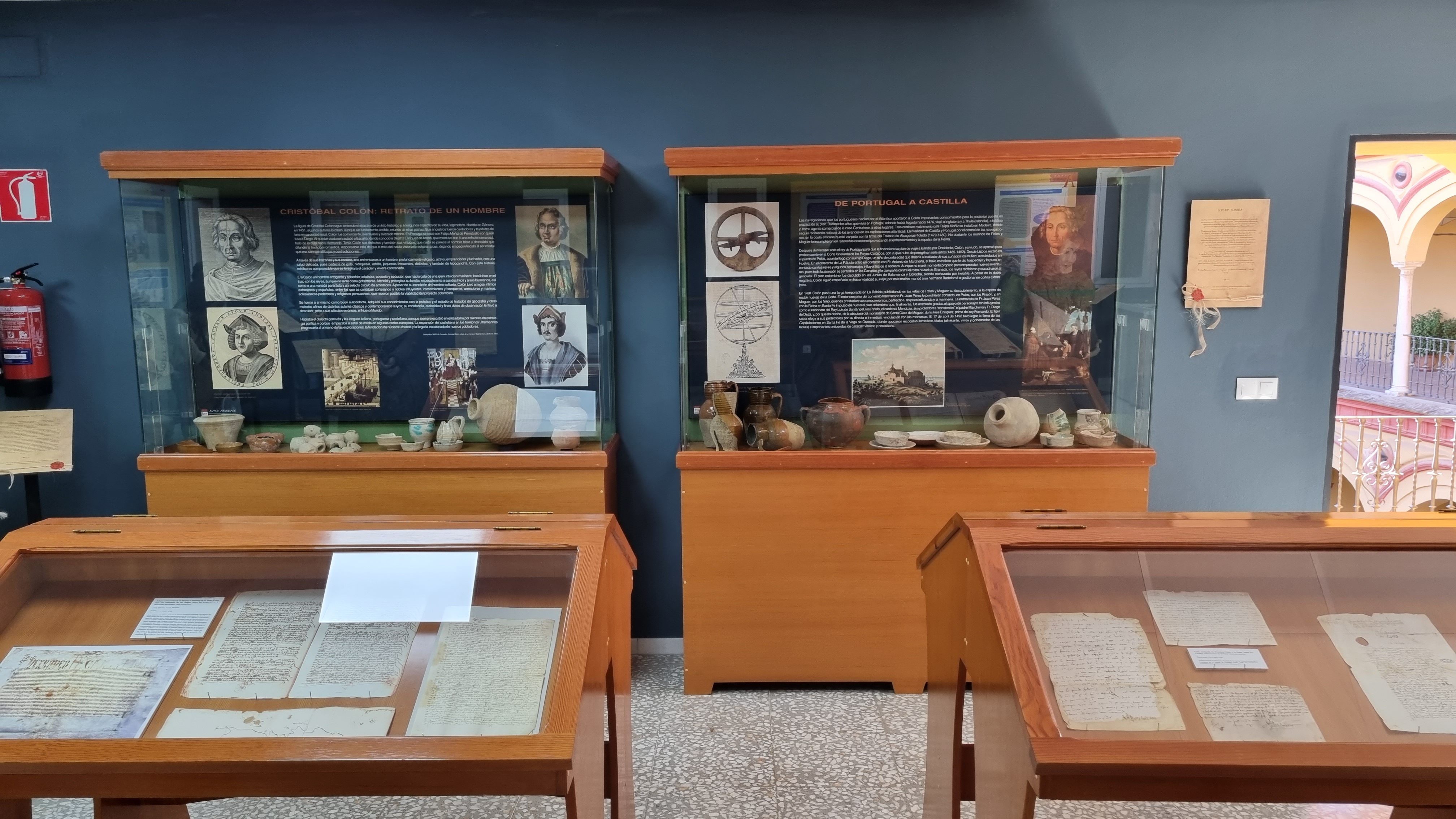
Sala América